# Dewar (månekrater)
Dewar er et nedslagskrater på Månen. Det befinder sig på den sydlige halvkugle på Månens bagside og er opkaldt efter den britiske kemiker James Dewar (1842-1923).
Navnet blev officielt tildelt af den Internationale Astronomiske Union (IAU) i 1970. 

## Omgivelser
Dewarkrateret har Strattonkrateret liggende mindre end en kraterdiameter mod syd-sydvest og Vening Meinesz-krateret lidt mere end en kraterdiameter mod nordvest. 

## Karakteristika
Den kun lidt nedslidte rand i krateret er omtrent cirkulær, men med et lille udadgående bule langs den sydlige side. Kraterbunden er mærket af adskillige små nedslag mod øst.

## Satellitkratere
De kratere, som kaldes satellitter, er små kratere beliggende i eller nær hovedkrateret. Deres dannelse er sædvanligvis sket uafhængigt af dette, men de får samme navn som hovedkrateret med tilføjelse af et stort bogstav. På kort over Månen er det en konvention at identificere dem ved at placere dette bogstav på den side af satellitkraterets midte, som ligger nærmest hovedkrateret. Dewarkrateret har følgende satellitkratere:
| Dewar | Længde | Bredde   | Diameter |
| ----- | ------ | -------- | -------- |
| E     | 2,3° S | 167,8° Ø | 15 km    |
| F     | 2,8° S | 167,5° Ø | 14 km    |
| S     | 3,1° S | 163,9° Ø | 23 km    |

## Måneatlas
- Billeder af Dewarkrateret i LPI-måneatlasset